# 제40회 부산국제단편영화제
제40회 부산국제단편영화제는 2023년 4월 25일에 열린 시상식이다.

## 수상 및 후보

### 국제경쟁
- 어 데드 메리지 - 미할 토체크
- Albertine Where Are You? - Maria Guidone
- Ayta - Ayaal Adamov
- 버지 - 디안 웨이스
- 빅 뱅 - 카를로스 세군도
- 빅 데이 - 장쭝제
- 반도의 새 - 와다 아츠시
- Color-less - Estefania Pineres
- Dear Passengers - 마들리 라안
- Don't Be Cruel - Andrej Chinappi
- Ecce - Margherita Premuroso
- Every Floor Looks The Same - 글라디스 잉
- 페어플레이 - 조엘 애쉬바허
- Fragments of Us - Ido Gotlib
- 퍼더 앤 퍼더 어웨이 - 폴렌 라이
- Graveyard of Horses - Xiaoxuan Jiang
- Hardly Working - Total Refusal
- Hollywood - Leni Gruber 외 1명
- 아이스 머챈츠 - 호아오 곤잘레스
- 인빈시블 - 빈센트 르네-로르띠
- 잇 턴즈 블루 - 샤디 카람루디
- 질, 언크레디티드 - 앤서니 잉
- 레이크 오브 파이어 - 네오준
- 리미츠 - 시몬 데 디스바흐
- Low Tide - Juana Castro
- 마그마 - 루카 메이스터스
- 마타팡 - 리-제이드 호리어
- My Unborn Son - Gyongyi Fazeas
- 네이버 압디 - 도위 다익스트라
- Neither Nor - Soon Teik Ong
- 너처 - 사샤 아르기로프
- 원 데이 웬 아이 워즈 로스트 - 수피안 아델
- Runaway - Salome Kintsurashvili
- 시키투 - 가브리엘 앨러드 가뇽
- Super - Nikolas Kouloglou
- 더 멜팅 크리쳐스 - 디에고 세스페데스
- The Open House - Julieta Lasarte
- 트레몰 - 루돌프 피츠제랄드-레오나르드
- 츠츠 - 아마르테이 아르마르
- 언더그라운드 리버스 - 시몬 벨레즈

### 한국경쟁
- 감수광(光) - 허태인
- 같은 하늘 아래서 - 오조희
- 겨울방학 - 김민성
- 기숙학원 - 박용재
- 내 집에 살던 당신에게 - 전준혁
- 새삥 - 윤솔빈
- 시네마 클럽 - 정윤지
- 안녕, 슬리퍼 - 정빛아름
- 어나더타운 - 윤동기
- 왜 - 김윤지
- 우린 동산에서 왔어 - 이윤석
- 유니크 타임 - 오유진
- 이력 - 이승준
- 자르고 붙이기 - 김효준
- 청년시대 - 이나경
- 타란튜너 - 김효미
- 하나의 마음 - 이지우
- 하이라이트 - 김영석
- 희비 - 이나래
- Borderline - 공손희